# Ukrzyżowanie Świętego Piotra (fresk Michała Anioła)
Ukrzyżowanie Świętego Piotra – fresk Michała Anioła namalowany w latach 1545–1550 lub 1546–1550 w Kaplicy Paulińskiej, znajdującej się w centralnej części Pałacu Watykańskiego. Naprzeciwko Ukrzyżowania Świętego Piotra Michał Anioł namalował drugi fresk, Nawrócenie Szawła. Zleceniodawcą obu malowideł był papież Paweł III.

## Opis

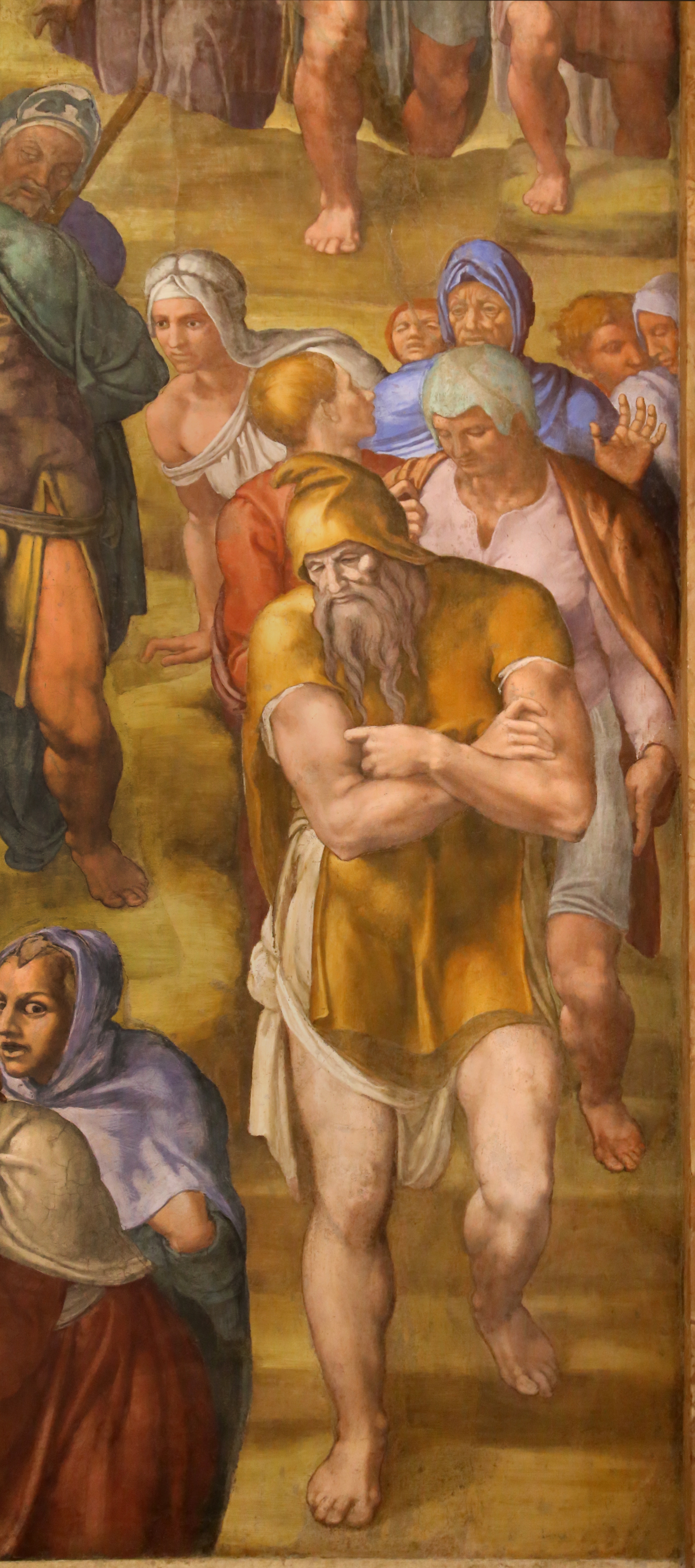
Pielgrzym w żółtym stroju, znajdujący się po prawej stronie obrazu. Zdaniem historyk sztuki Luby Ristujcziny jest to autoportret Michała Anioła

W przeciwieństwie do Nawrócenia Szawła, namalowanego w latach 1542–1545, ukazującego historię pochodzącą z Dziejów Apostolskich, Ukrzyżowanie Świętego Piotra odwołuje się przekazu niebiblijnego. Źródłem do ukazanej na fresku sceny jest Złota legenda XIII-wiecznego włoskiego hagiografa i pisarza religijnego Jakuba de Voragine’a. Zgodnie z tym przekazem, św. Piotr na własne życzenie został ukrzyżowany głową w dół. Scena na fresku jest statyczna, kompozycja skonstruowana tak, by widz był bezpośrednio włączony w akcję. W centrum obrazu znajduje się muskularny św. Piotr przybity do krzyża. Jego twarz wyraża gniew, wzrok kieruje w stronę widza. Apostoła otaczają świadkowie wydarzenia. Wśród nich są zwolennicy św. Piotra, jego wrogowie, gapie żądni wyłącznie rozrywki oraz lamentujące kobiety. Pomimo wielu widzów, św. Piotr jest osamotniony.
Jako że oba dzieła miały się nawzajem uzupełniać, cechuje je podobna kolorystyka, kompozycja na tle rozległego krajobrazu oraz ruch, biegnący po okręgu wzdłuż wskazówek zegara. W latach późniejszych na obu freskach nagość zakryto draperiami tkanin. Pierwotny wygląd Ukrzyżowania św. Piotra jest znany dzięki miedziorytowi Giovanniego Battisty de’Cavalieriego z 1567.

## Historia
Data rozpoczęcia prac nad freskiem jest przedmiotem sporu, w źródłach pojawiają się lata 1545 oraz 1546. Historyk sztuki Monica Girardi podaje, że w 1545 roku w Kaplicy Paulińskiej miało dojść do pożaru, który zniszczył niemal gotowe freski. Ukrzyżowanie Świętego Piotra zostało ukończone w 1550 roku. Michał Anioł nie był zadowolony z jakości obu dzieł. We wspomnieniach przyznał, że przyjął zlecenie, nie chcąc odmówić papieżowi. Pracując nad freskami Michał Anioł zmagał się z depresją.
W 2009 roku konserwatorzy odnawiający freski w Kaplicy Paulińskiej stwierdzili, że postać w niebieskim turbanie po lewej stronie fresku jest autoportretem Michała Anioła. Historyk sztuki Luba Ristujczina w albumie poświęconym życiu i twórczości Michała Anioła z 2021 roku napisała, że twarz artysty ma pielgrzym w prawym dolnym rogu dzieła.
W neapolitańskim Museo di Capodimonte znajdują się kartony do Ukrzyżowania św. Piotra i Nawrócenia Szawła.